# Tianqiang
Tianqiang est un astérisme de l'astronomie chinoise, composé de trois étoiles, dont κ Bootis, dans la constellation occidentale du Bouvier.

## Composition
Les cartes célestes chinoises indiquent que cet astérisme est composé de trois étoiles formant un petit triangle. Seule son étoile référente est précisément localisée, et il s'agit très probablement de κ Bootis. Les autres étoiles brillantes de cette région sont η Ursae Majoris (la queue de la Grande Ourse, faisant partie de façon certaine de l'astérisme Beidou), λ Bootis, qui compose l'astérisme Xuange, ainsi que θ Bootis et ι Bootis qui selon toute vraisemblance compose le reste de l'astérisme.

## Localisation et symbolique
Tianqiang représente, dans l'interprétation symbolique du ciel chinois, un épieu. Cette arme fait partie d'un groupe de trois ou quatre armes à proximité immédiate de Dajiao (α Bootis), le roi céleste. Elles sont là pour le protéger.

## Astérismes associés
La majeure partie des astérismes de cette région du ciel sont reliés à la cour céleste de Dajiao. C'est le cas de tous les autres astérismes situés dans la constellation occidentale du Bouvier : Sheti représente les six aides du roi, Genghe son bouclier, et outre Tianqiang, Zhaoyao et Xuange représentent des armes (respectivement une épée ou un épieu et une hallebarde).

## Référence
- (en) Sun Xiaochun et Jakob Kistemaker, The Chinese sky during the Han, New York, Éditions Brill, 1997, 247 p. (ISBN 9004107371), page 149.